# Basilica dei Santi Filippo e Giacomo

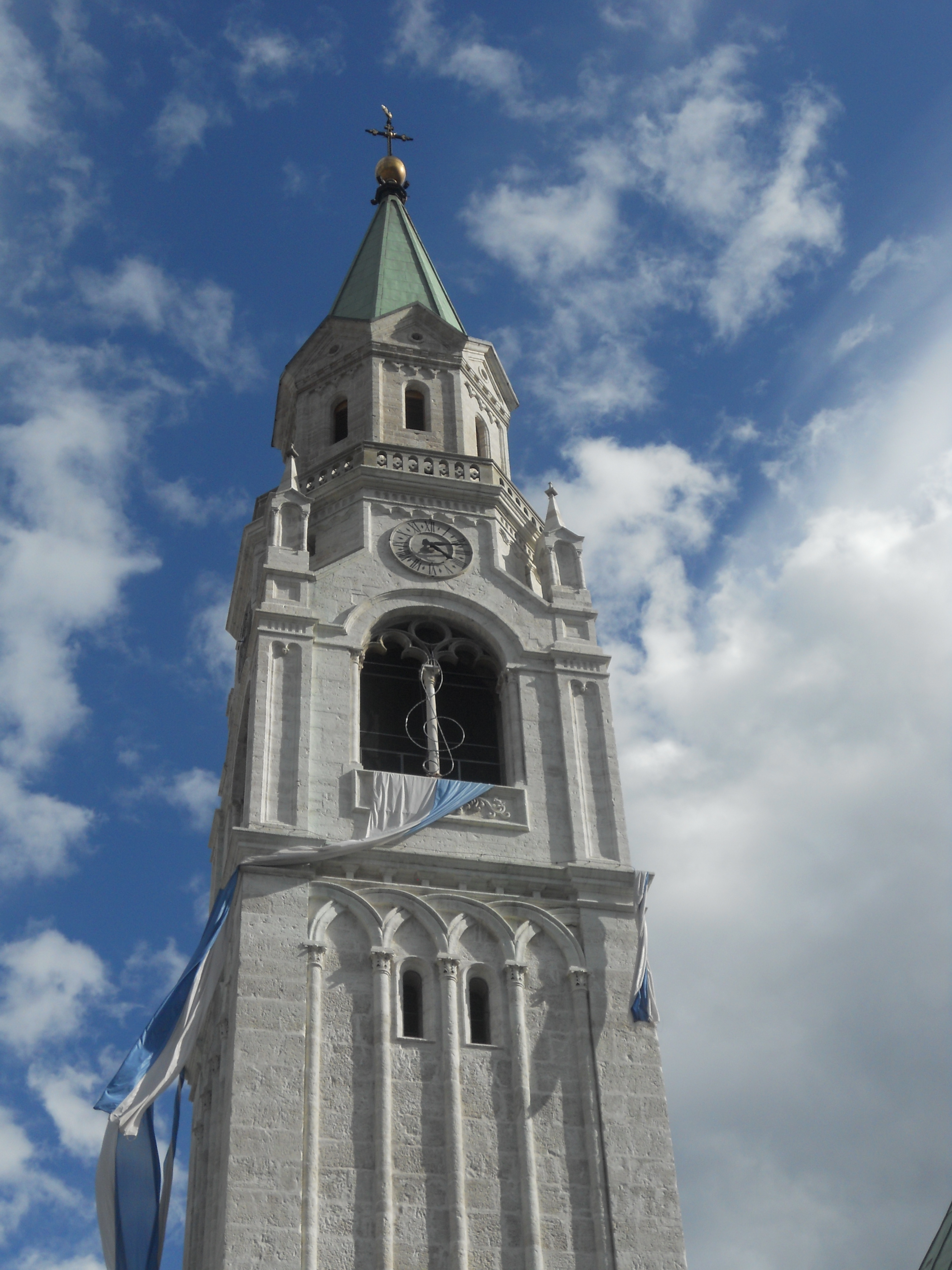
Il campanile della basilica

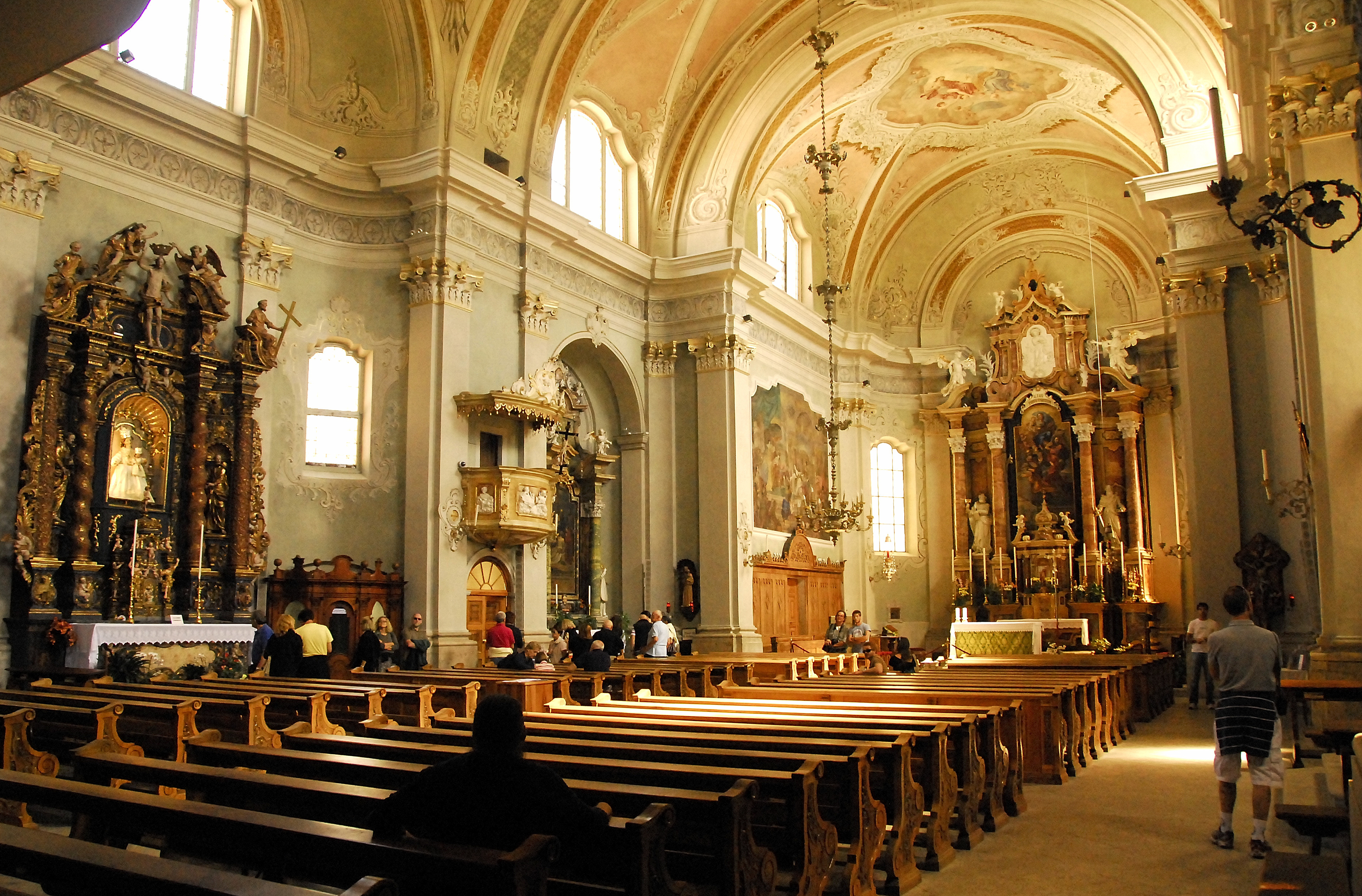
L'interno della Basilica

La basilica dei Santi Filippo e Giacomo è la parrocchiale di Cortina d'Ampezzo, in provincia di Belluno e diocesi di Belluno-Feltre; fa parte della convergenza foraniale di Ampezzo-Cadore-Comelico. Il parroco ha il titolo di decano. 

## Storia
Posizionata nel pieno centro del paese, chiusa tra il celebre Corso Italia (sul lato destro) e Via del Mercato (su quello sinistro), è stata costruita tra il 1769 e il 1775 sul luogo in cui erano sorte due precedenti chiese del XIII e del XVI secolo.
Fino al 1964 dipendeva dalla diocesi di Bressanone.

## Descrizione
Composto di un'unica navata, l'interno rispecchia il tipico gusto settecentesco, elegante e ricco, appariscente ma senza gli eccessi del Barocco, con nicchie poco profonde e un ampio presbiterio illuminato da due finestroni rettangolari. Le decorazioni della navata sono state realizzate tra il 1774 e il 1775 dal pittore tirolese Franz Anton Zeiller, mentre i cicli pittorici del soffitto sono opera dall'ampezzano Giuseppe Ghedina (1859). Degni di nota sono anche un altare di Andrea Brustolon e una tela del pittore ottocentesco ampezzano Luigi Gillarduzzi. Sono inoltre conservate le spoglie attribuite a san Liberale e a san Teofilo. La chiesa è stata insignita della dignità di basilica minore il 7 gennaio 2011.

### Organo a canne

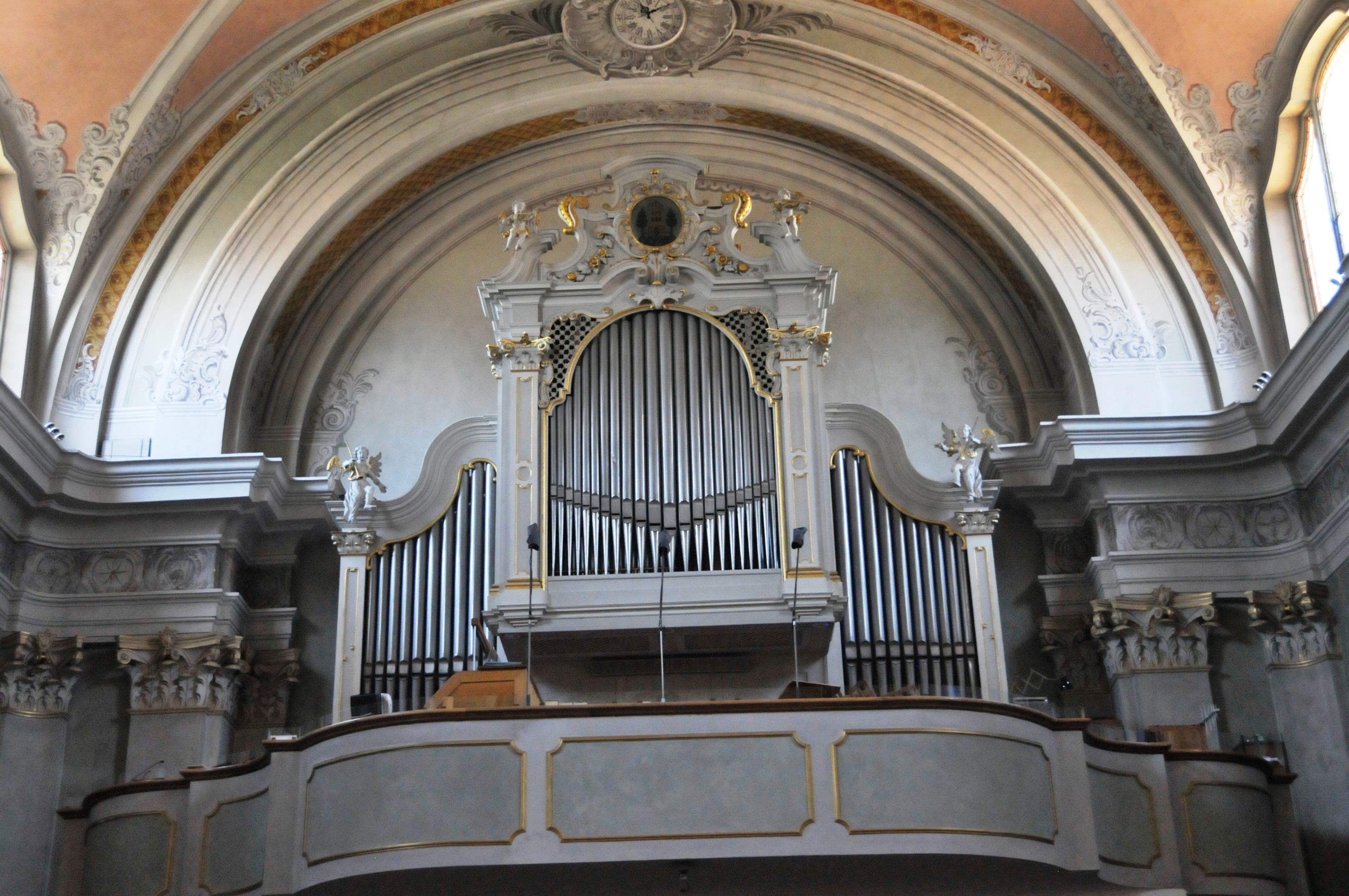
L'imponente organo visto dalla navata

Lo strumento è stato costruito dalla ditta Mauracher di Linz e inaugurato il 31 ottobre 1954. Nel 2002 è stato oggetto di un importante intervento di restauro, effettuato dall'organaro Andrea Zeni, che ha comportato anche il riordino e l'integrazione della composizione fonica secondo il progetto del maestro Francesco Finotti.
Si tratta però solo dell'ultimo organo della chiesa ampezzana, almeno quattro strumenti l'hanno infatti preceduto: quello attestato da un documento del 1561 (Vicenzo Colombo?); quello costruito nel 1703 da Franz Kecht, organaro di Bressanone; quello uscito dalla bottega veneziana di Gaetano Callido nel 1777, del quale si conservano ancora la tastiera ed alcune canne; ed infine lo strumento realizzato nel 1885 dalla ditta "Zachistal & Capek" di Krems.
L'organo è a trasmissione elettrica con una facciata divisa in tre campate, rispettivamente di 10 – 22 – 10 canne, collocato sull'ampia cantoria posta sopra l’ingresso principale. Lo strumento ha ben 3078 canne, mentre la consolle è staccata dal corpo dello strumento, con tre tastiere di 58 tasti (Do1 / La5) ed una pedaliera di 30 tasti (Do1 / Fa3). I registri sono comandati da placchette disposte su due file sopra il terzo manuale.

## Campanile
Celeberrimo è il campanile (el cianpanin) della basilica, divenuto un simbolo inconfondibile di Cortina d'Ampezzo. Eretto dall'architetto ampezzano Silvestro Franceschi tra il 1852 e il 1858 al posto di una precedente torre campanaria tardo cinquecentesca, si erge per 65.8 metri, in uno stile sobrio, elegante e maestoso che, come dicono gli ampezzani,  non è "né tirolese, né cadorino".
Alcune fonti riportano un'altezza di 73 metri; invece il sito ufficiale della parrocchia riporta l'altezza di cui al precedente paragrafo.
Nel campanile hanno sede campane, fuse dal noto fonditore Grassmayr di Innsbruck, elettrificate a slancio tirolese:
- Fa4 120 kg
- Re4 192 kg
- Sib3 361 kg
- Fa3  860 kg
- Re3 1 455 kg
- Sib2 3 074 kg, detta el Cianpanon in ampezzano, suona solo ogni venerdì alle 15:00, in memoria della morte di Gesù Cristo, ed in occasione delle feste principali.

Oltre alle sei principali, il campanile ospita altre tre campane: 
- la Campana dell'agonia (Cianpana de r'agonia) dalla Chiesa di Santa Caterina, così detta perché suonata in occasione dei funerali secondo regole fisse (tre serie da cento rintocchi, o bote, per gli uomini, due per le donne, una per i fanciulli)
- la Campana dell'orologio (Cianpana de 'l arloio), fissa
- la Campana del guardafuoco (Cianpana de 'l vardafó), fuori dal campanile, che fino al 1910 circa serviva al guardafuoco per annunciare un incendio alla gente.

## Note

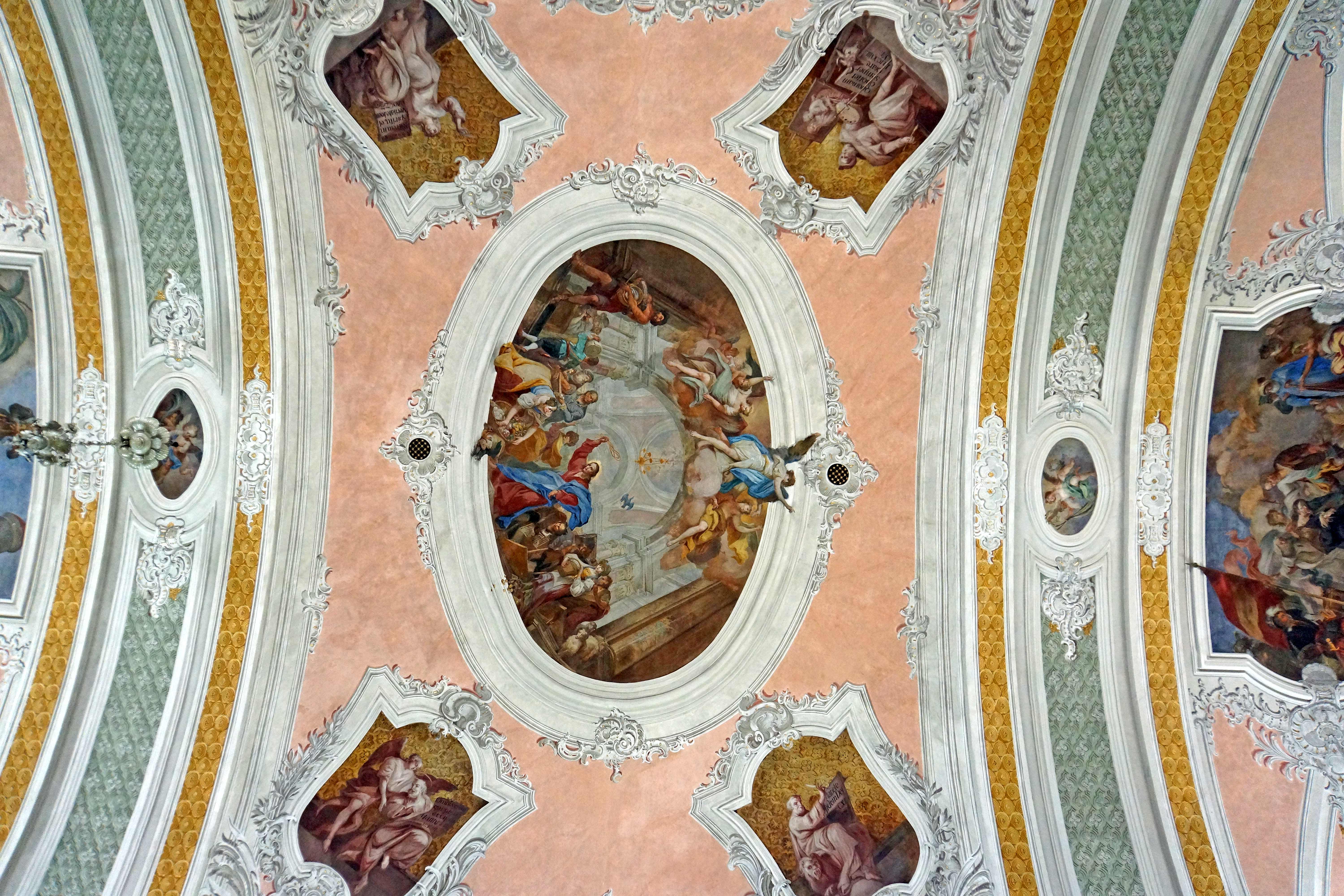
Il soffitto della basilica